# 傳舍二
仙后座16，又名BD+65 70，HD 3038、SAO 11265、HR 137，是仙后座的一颗恒星，视星等为6.48，位于銀經121.25，銀緯3.93，其B1900.0坐标为赤經0h 28m 35.1s，赤緯+66° 3.93′ 56″。